# گویچون
گویچون (به اسپانیایی: Guichón) شهری در کشور اروگوئه، استان پایساندو است که جمعیت آن در سرشماری سال ۲۰۰۴ میلادی ۵٬۰۲۵ نفر بوده‌است.